# Reggaetón lento (Bailemos)
"Reggaetón Lento (Bailemos)" é uma canção da boy band latino-americana CNCO. Foi lançada em 7 de outubro de 2016 como terceiro single de seu álbum de estreia, Primera Cita (2016). A canção foi composta por Eric Perez, Jadan Andino, Jorge Class e Luis Angel O'Neill.
O single no mundo já vendeu mais 4 milhões de cópias é também um dos videos mais vistos do Youtube sendo reproduzida mais de 1,7 bilhões de vezes.

## Desempenho nas paradas
| Parada (2016–17)                                | Melhor posição |
| ----------------------------------------------- | -------------- |
| Argentina (Monitor Latino)                      | 1              |
| Argentina Digital Songs (CAPIF)                 | 1              |
| Chile (Monitor Latino)                          | 1              |
| Colômbia (National-Report)                      | 1              |
| Equador (Monitor Latino)                        | 1              |
| Guatemala (Monitor Latino)                      | 1              |
| Itália (FIMI)                                   | 1              |
| Mexico Airplay (Billboard)                      | 1              |
| Mexico Espanol Airplay (Billboard)              | 1              |
| Panamá (Monitor Latino)                         | 2              |
| Paraguai (Monitor Latino)                       | 2              |
| Peru (Monitor Latino)                           | 5              |
| Portugal (AFP)                                  | 69             |
| Espanha (PROMUSICAE)                            | 2              |
| Uruguai (Monitor Latino)                        | 3              |
| Estados Unidos (Bubbling Under Hot 100 Singles) | 11             |
| US Hot Latin Songs (Billboard)                  | 6              |
| US Latin Pop Songs (Billboard)                  | 1              |
| Venezuela (Record Report)                       | 7              |
| US Hot 100(Billboard                            | 19             |

## Certificações
| País                  | Certificação        | Unidades certificadas/Vendas |
| --------------------- | ------------------- | ---------------------------- |
| Argentina (CAPIF)     | Platina             | 200.000                      |
| Itália (FIMI)         | Platina             | 500.000                      |
| Espanha (PROMUSICAE)  | 15xPlatina          | 2.000.000                    |
| Estados Unidos (RIAA) | 1xDiamante(Platina) | 1.300.000                    |
| Brasil(PMB)           | 5xPlatina           | 450.000                      |

## Versão de Little Mix
"Reggaetón Lento (Remix)" é uma canção da boy band latina-americana CNCO e do girl group britânico Little Mix. A canção foi lançada em 18 de agosto de 2017, através da Sony Music Latin. A canção debutou em #5 lugar na UK Singles Chart, tornando-se o primeiro top dez de CNCO na parada e a vigésima de Little Mix. A canção está inclusa na reedição do quarto álbum do girlgroup, Glory Days (2016), o Glory Days: The Platinum Edition (2017).

## Antecedentes e lançamento
Em 18 de agosto de 2017, uma versão em "remix" foi lançado com os vocais adicionais do grupo britânico, Little Mix. A colaboração foi anunciada pelos dois grupos através das redes sociais: "Nós não podemos mais esconder", escreveu Little Mix, em um tweet, que foi seguido de uma videoconferência entre os dois grupos.

## Charts

### Charts semanais
| Chart (2017)                                    | Posição |
| ----------------------------------------------- | ------- |
| O campo songid é OBRIGATÓRIO PARA PARADA ALEMÃ  | 96      |
| Austrália (ARIA)                                | 1       |
| Áustria (Ö3 Austria Top 75)                     | 53      |
| Bélgica (Ultratip Bubbling Under de Flandres)   | 8       |
| Bélgica (Ultratip Bubbling Under da Valônia)    | 19      |
| Brasil (Brasil Hot Pop & Popular)               | 1       |
| Brasil (Billboard Brasil Hot 100)               | 76      |
| Canadá (Canadian Hot 100)                       | 1       |
| Escócia (Scottish Singles Chart)                | 2       |
| Eslováquia (Singles Digitál Top 100)            | 25      |
| Espanha (PROMUSICAE)                            | 1       |
| Estados Unidos (Bubbling Under Hot 100 Singles) | 3       |
| Estados Unidos Hot Latin Songs (Billboard)      | 16      |
| União Europeia (Euro Digital Songs)             | 4       |
| Filipinas (Philippine Hot 100)                  | 33      |
| Finlândia (Latauslista Download)                | 5       |
| França (SNEP)                                   | 1       |
| Itália (FIMI)                                   | 32      |
| Irlanda (IRMA)                                  | 14      |
| Líbano (Lebanese Top 20)                        | 7       |
| Lituânia (M-1 Top 40)                           | 1       |
| México Ingles Airplay (Billboard)               | 11      |
| Nova Zelândia (Heatseekers RMNZ)                | 4       |
| Países Baixos (Dutch Top 40)                    | 2       |
| Países Baixos (Single Top 100)                  | 9       |
| Países Baixos (Mega Top 50)                     | 3       |
| Panamá (Monitor Latino Anglo)                   | 2       |
| Portugal (AFP)                                  | 23      |
| Reino Unido (UK Singles Chart)                  | 5       |
| República Checa (Singles Digitál Top 100)       | 54      |
| Roménia (Media Forest)                          | 5       |
| Suécia (Sverigetopplistan Heatseeker)           | 1       |
| Suíça (Schweizer Hitparade)                     | 18      |

### Charts de fim-de-ano
| Chart (2017)                                  | Posição |
| --------------------------------------------- | ------- |
| Bélgica (Ultratop Flanders)                   | 5       |
| Países Baixos (Megacharts)                    | 23      |
| Reino Unido Singles (Official Charts Company) | 8       |
| Roménia (Airplay 100)                         | 1       |

| Chart (2018)                 | Posição |
| ---------------------------- | ------- |
| Bélgica (Ultratop Flanders)  | 21      |
| Brasil (Airplay 100)         | 3       |
| Eslovênia (SloTop50)         | 3       |
| Países Baixos (Dutch Top 40) | 13      |
| Roménia (Airplay 100)        | 45      |

## Certificações
| Austrália (ARIA) | Ouro       | 35,000^    |
| Bélgica (BEA) | Ouro       | 150,000*   |
| Brasil (PMB) | 3× Platina | 120,000‡   |
| Canadá | Platina    | 80,000^    |
| Finlândia (Musiikkituottajat) | Ouro       | 5,000*     |
| México (AMPROFON) | Ouro       | 30,000*    |
| Países Baixos (NVPI) | 2× Platina | 160,000^   |
| Portugal (AFP) | Ouro       | 5,000‡     |
| Reino Unido (BPI) | Platina    | 1.200.000^ |
| Suécia (GLF) | Ouro       | 20,000^    |
| Suíça (IFPI Suíça) | Platina    | 30,000^    |
| Itália (FIMI) | 3× Platina | 150,000^   |
| * Número de vendas definido com base apenas no nível de certificação. ^ Número de embarques definido com base apenas no nível de certificação. ‡vendas+streaming definido com base apenas no nível de certificação |            |            |

## Histórico de lançamento
| Região      | Data                  | Formato                    | Gravadora | Ref.   |
| ----------- | --------------------- | -------------------------- | --------- | ------ |
| Mundo       | 18 de agosto de 2017  | Streaming Download digital | Syco      | [ 80 ] |
| Reino Unido | 1 de setembro de 2017 | Contemporary Hit Radio     | Syco      | [ 81 ] |